# إغريمة أمريكية
غريميا أمريكية (الاسم العلمي: Grimmia americana) هي نوع من النباتات تتبع جنس الغريميا من الفصيلة الغريمية.